# 佩里 (伯恩州)

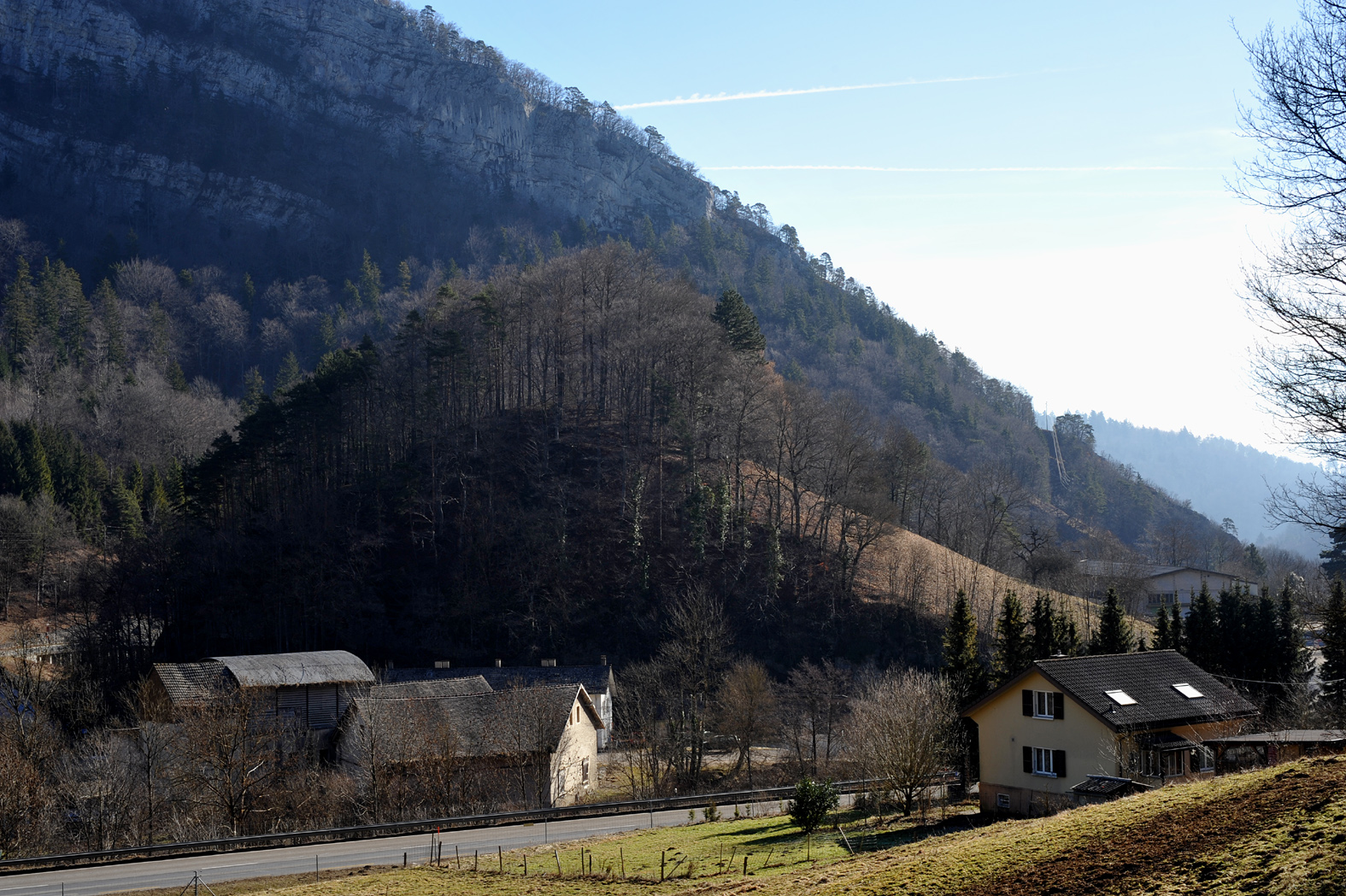

佩里是瑞士的一个镇，位於該國中西部，由伯恩州負責管轄，面積15.71平方公里，海拔高度635米，2011年人口1,358，五成半人口信奉基督教，人口密度每平方公里86人。

## 外部連結
- Website of the municipality of Péry